# 哈特科普夫山
哈特科普夫山（英語：Mount Hartkopf）是南極洲的山峰，位於瑪麗伯德地，處於麥科伊山東南面20公里，海拔高度1,110米，美國地質調查局根據測量和美國海軍拍攝的空中照片繪入地圖，現時由南極條約體系管理。